# Lockheed C-141 Starlifter
Lockheed C-141 Starlifter là một loại máy bay vận tải chiến lược quân sự của Hoa Kỳ, thuộc Bộ chỉ huy không quân cơ động (AMC) Không quân Hoa Kỳ (USAF).

### C-141A

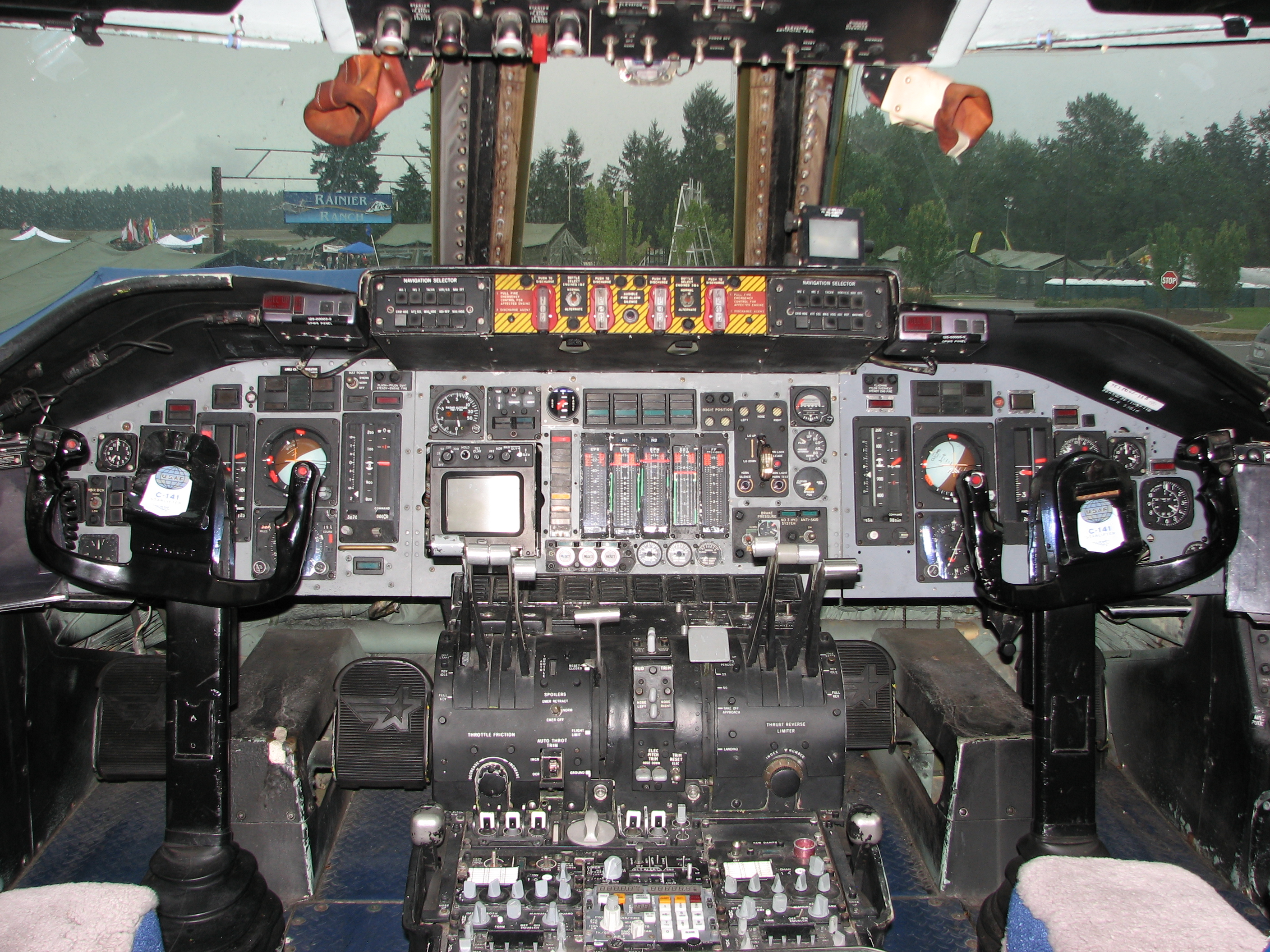
Buồng lái của C-141 đời đầu trưng bày tại căn cứ không quân McChord

### C-141B

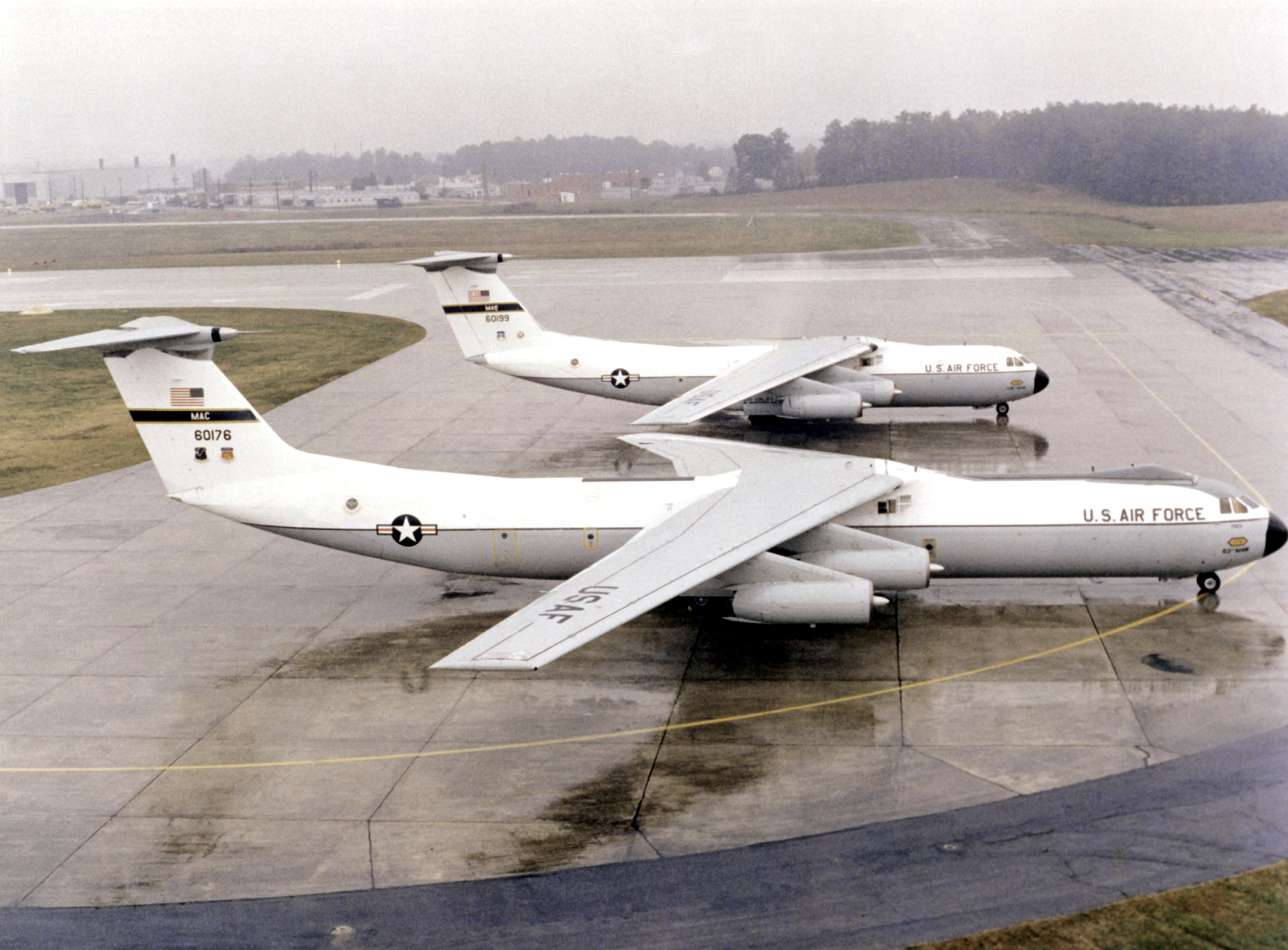
C-141B

## Quốc gia sử dụng
Hoa Kỳ
- Không quân Hoa Kỳ - 284 C-141A, B và C
- NASA - 1 C-141A Construction Number 300-6110.

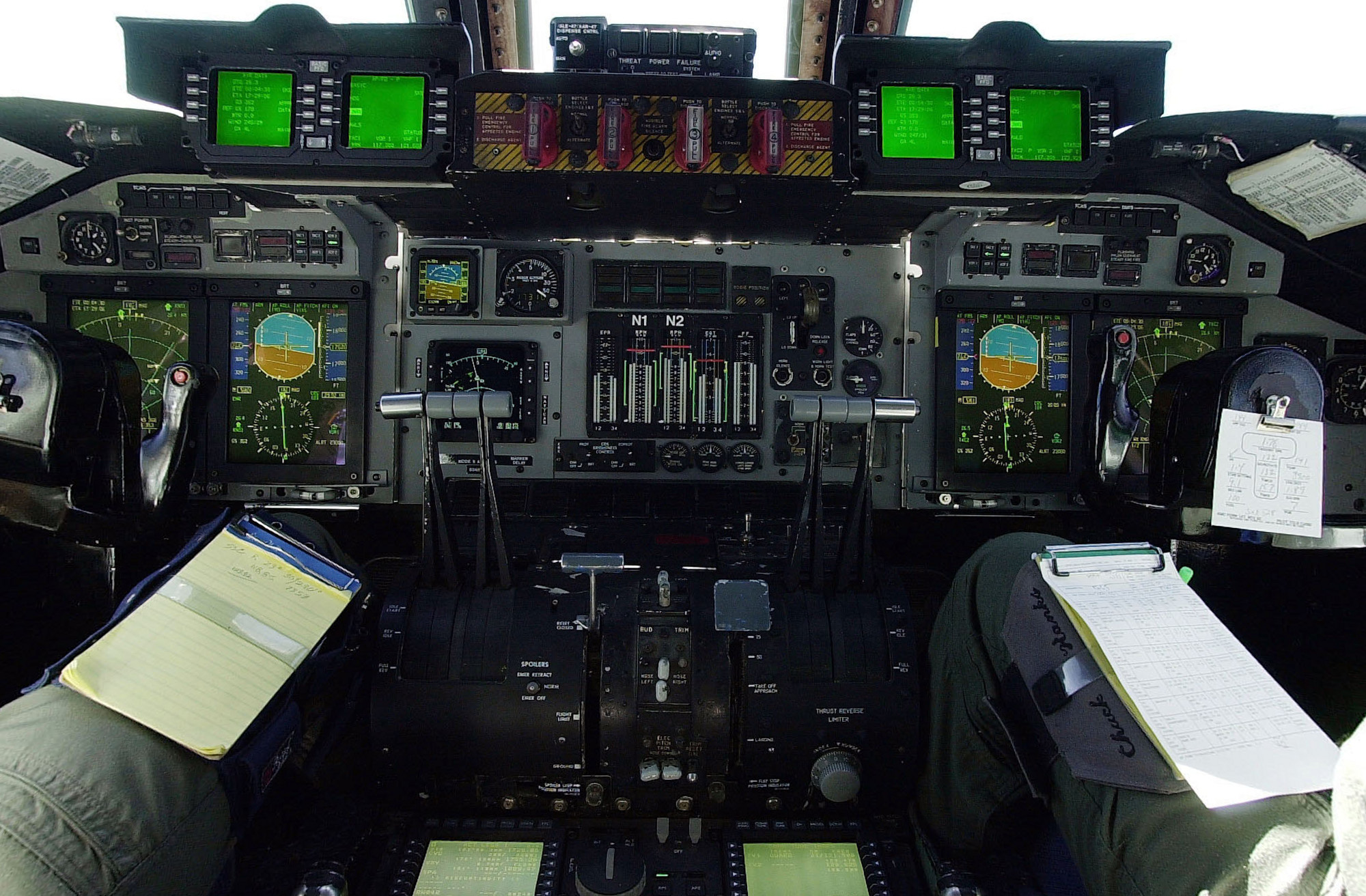
Buồng lái mới của Lockheed C-141 Starlifter

## Tính năng kỹ chiến thuật (C-141B Starlifter)

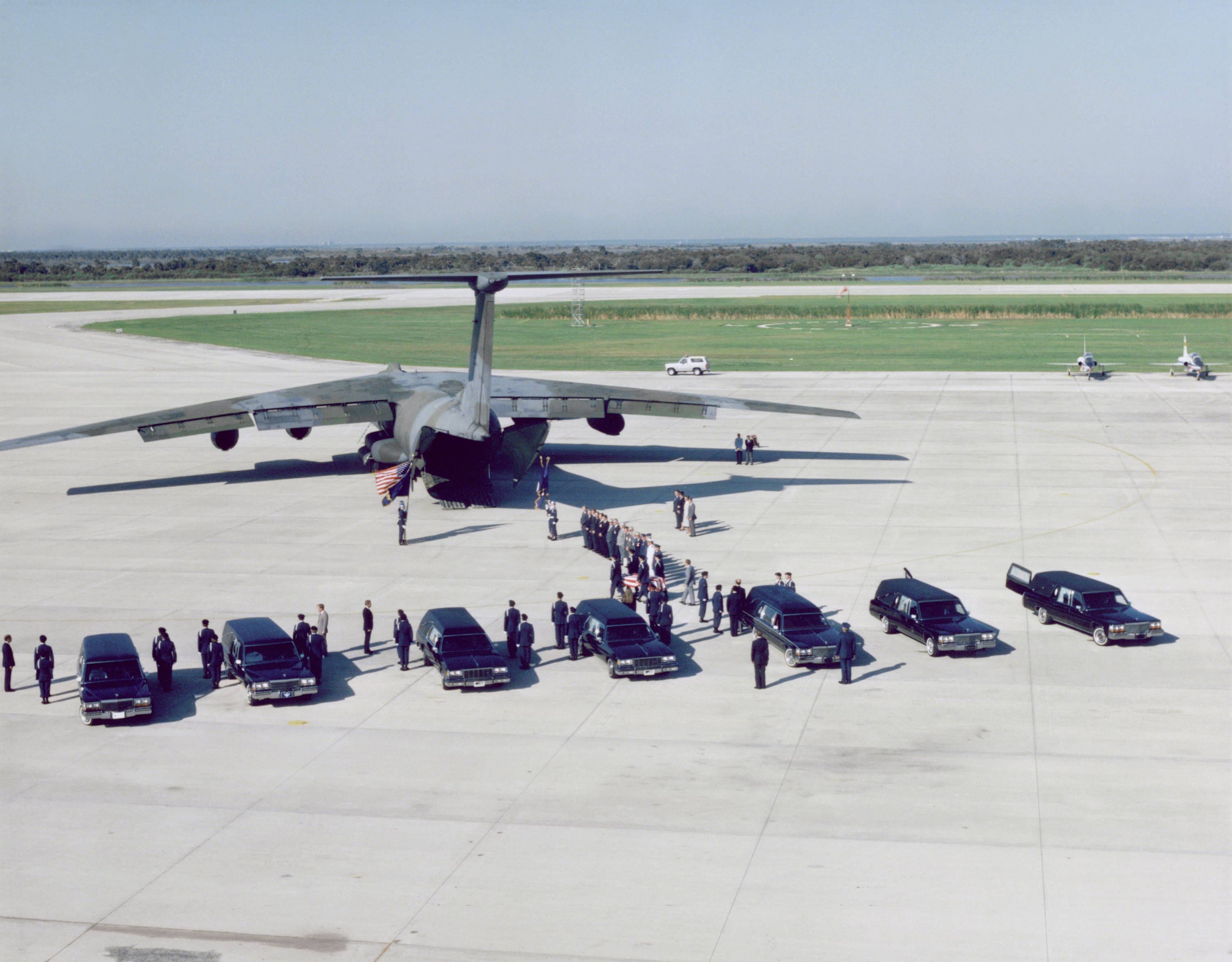
MAC C-141

Dữ liệu lấy từ Simviation.com
Đặc điểm tổng quát
- Tổ lái: 5–7
- Chiều dài: 168 ft 4 in (51,3 m)
- Sải cánh: 160 ft 0 in (48,8 m)
- Chiều cao: 39 ft 3 in (12 m)
- Diện tích cánh: 3.228 ft² (300 m²)
- Trọng lượng rỗng: 144.492 lb (65.542 kg)
- Trọng lượng cất cánh tối đa: 342.100 lb (147.000 kg)
- Động cơ: 4 × Pratt & Whitney TF33-P-7 kiểu turbofan, 20.250 lbf (90,1 kN each) mỗi chiếc

 Hiệu suất bay 
- Vận tốc cực đại: 567 mph (493 kn, 912 km/h)
- Tầm bay: 2.935 mi (2.550 nmi, 4.723 km)
- Tầm bay chuyển sân: 6.140 mi (5.330 nmi, 9.880 km)
- Trần bay: 41.000 ft (12.500 m)
- Vận tốc leo cao: 2.600 ft/phút (13,2 m/s)
- Tải trên cánh: 100,1 lb/ft² (490 kg/m²)
- Lực đẩy/trọng lượng: 0,25